# 川辺インターチェンジ (和歌山県)
川辺インターチェンジ（かわべインターチェンジ）は、和歌山県日高郡日高川町（旧・川辺町）中津川にある、湯浅御坊道路のインターチェンジである。

## 道路
- E42 湯浅御坊道路（29番）

## 歴史
川辺町が合併して日高川町となったため、このICの名称も「道成寺IC」と改名する計画があるが進捗していない。
和歌山方面のみのハーフICである当ICのフルインター化を推進する動きがあり、早期実現を目指すために「川辺フルインターチェンジ建設促進協議会」が2007年（平成19年）6月11日に発足した。そして、湯浅御坊道路の4車線化が事業化されるのに伴い当ICのフルインター化も行われることになり、2021年（令和3年）12月18日に供用開始された。
- 1996年（平成8年）3月30日 : 湯浅御坊道路広川IC - 御坊IC開通と同時に開設。
- 2021年（令和3年）12月18日 : 田辺（御坊）方面出入口が供用開始[3]。

## 周辺
- 日高川
- 日高川町役場
- 道成寺

## 接続する道路
- 和歌山県道190号玄子小松原線

## 料金所

### 入口
- レーン数：2
  - ETC専用：1
  - 一般：1

### 出口
- レーン数：2
  - ETC専用：1
  - 一般：1

## 隣
E42 湯浅御坊道路
(28-1)広川南IC - (29)川辺IC - (30)御坊IC